# Mahmoud Zoulficar
Mahmoud Zoulficar (arabe : محمود ذو الفقار), né le 18 février 1914 au Caire et mort le 22 mai 1970 au Caire, est un acteur, réalisateur, scénariste et producteur égyptien.
Il a commencé sa vie en tant qu'architecte, avant d'entamer sa carrière cinématographique en tant qu'acteur en 1939. Zoulficar était l'un des artistes les plus en vue en Égypte. Il était connu pour son audace et ses aventures avec les nouveaux talents qu'il présentait au public égyptien, ce qui lui valut plus tard le surnom de « découvreur de talents ».
Il a grandi dans une famille aristocratique. Il est également le frère aîné du cinéaste Ezz-Eddine Zoulficar et de l'acteur Salah Zoulficar. Il obtient son baccalauréat en 1930, puis une licence en architecture en 1935. Il entre au ministère des dotations au département des décorations islamiques. Il y rencontre le réalisateur Hussein Fawzi (ar), qui le nomme pour le rôle principal du film La Marchande de pommes (ar) (1939), ainsi que pour le rôle principal aux côtés du chanteur Malak dans le film Le Retour à la terre (1939). Il enchaîne ensuite les films, entamant ainsi une longue carrière d'acteur, de réalisateur, de producteur et d'écrivain. Zoulficar était capable de dépasser les limites du lieu de tournage grâce à des calculs précis et à son imagination, il pouvait donner vie à ses scénarios. Cela lui a valu en Égypte le surnom de « créateur d'événements »,.

## Filmographie

### Réalisateur
- 1947 : Hadaya (ar)
- 1948 : Une fille de Palestine
- 1948 : Sur un nuage (ar)
- 1949 : La nuit est à nous (ar)
- 1950 : Destin et chance (ar)
- 1950 : Petites Vertus (ar)
- 1951 : Mon père m'a trompé (ar)
- 1952 : J'ai foi en Dieu (ar)
- 1953 : L'Erreur d'une vie (ar)
- 1954 : La Bonne Terre (ar)
- 1954 : La Fille des voisins (ar)
- 1955 : Tintement du khoulkhal (ar)
- 1957 : Moi et mon cœur
- 1957 : Un voyage d'amour (ar)
- 1958 : Jeunesse d'aujourd'hui (ar)
- 1958 : Plus jamais (ar)
- 1959 : Femmes interdites (ar)
- 1959 : La Femme inconnue (ar)
- 1960 : Le Géant (ar)
- 1960 : Le Lien sacré (ar)
- 1961 : Le Grand Adolescent (ar)
- 1961 : Ne pense plus à moi (ar)
- 1961 : C'est ça l'amour (ar)
- 1961 : Sans larmes (ar)
- 1961 : Rendez-vous avec le passé (ar)
- 1962 : Femme dans la tourmente (ar)
- 1963 : Les Années de l'amour (ar)
- 1963 : Les Mains douces
- 1963 : La Rebelle
- 1963 : Le Prix de l'amour (ar)
- 1964 : Réservé aux hommes (ar)
- 1965 : Plus cher que ma vie (ar)
- 1965 : Tous les trois l'aiment (ar)
- 1966 : L'Ennemi de la femme (ar)
- 1966 : La Petite Adolescente (ar)
- 1967 : Histoire de trois jeunes filles (ar)
- 1967 : La Porte du paradis (ar)
- 1967 : Nora (ar)
- 1967 : Vacances d'amour (ar)
- 1967 : Le Dernier Baiser (ar)
- 1968 : La Beauté de l'amour (ar)
- 1969 : L'Amour en soixante-dix (ar)
- 1969 : Les Secrets des filles (ar)
- 1969 : La Vedette de la représentation (ar)
- 1970 : Amour d'adolescentes (ar)
- 1970 : Ma femme, la secrétaire et moi (ar)
- 1970 : La Femme de mon mari (ar)
- 1970 : Sous le signe de la Vierge (ar)
- 1970 : Hommes sans traits (ar)

### Producteur
- 1939 : La Marchande de pommes (ar)
- 1940 : L'Usine
- 1941 : Nuit de noces
- 1942 : Le Fils du pays
- 1943 : La Vallée des étoiles
- 1944 : Le Bonnet magique
- 1944 : Hababa
- 1945 : Les Trois Anes
- 1946 : La Bougie brûle
- 1949 : Nadia
- 1950 : Réjouissances
- 1950 : Plus belle que la lune
- 1950 : Petites Vertus
- 1951 : Mon père m'a trompé
- 1952 : Mon avocate Fatma
- 1953 : L'Erreur d'une vie
- 1953 : Doute mortel
- 1956 : Monsieur fuit l'amour

### Acteur
- 1939 : Le Retour à la terre
- 1939 : La Marchande de pommes (ar)
- 1940 : L'Usine
- 1941 : L'Usine aux épouses
- 1941 : Nuit de noces
- 1942 : Le Fils du pays
- 1943 : La Vallée des étoiles
- 1944 : Ma fille
- 1944 : L'Argent
- 1949 : Nadia
- 1950 : Petites Vertus
- 1951 : Mon père m'a trompé
- 1953 : L'Erreur d'une vie
- 1953 : Doute mortel
- 1956 : Monsieur fuit l'amour
- 1958 : La Fille de dix-sept ans
- 1968 : Madame le Proviseur